# Рипли (окръг, Индиана)
Окръг Рипли (на английски: Ripley County) е окръг в щата Индиана, Съединени американски щати. Площта му е 1160 km², а населението е 28 995 души (1 април 2020). Административен център е град Върсейлс.